# Černohorská filharmonie
Černohorská filharmonie (černohorsky: Crnogorska filcharmonija) je nejvýznamnější hudební symfonický orchestr v Černé Hoře, uznávaný orchestr Balkánského poloostrova. Byla založena v roce 2007.

## Historie
O počátcích orchestru se dá mluvit již v dobách Černohorského knížectví v šedesátých letech 19. století, kdy existovala tzv. První černohorská vojenská muzika, dechový orchestr s bicíma. Ta měla velký vliv na hudební vývoj země.
V roce 1968 nechal černohorský kníže a později král Nikola I. Petrović-Njegoš (ovlivněn svou umělecky nadanou manželkou, kněžnou a královnou Milenou Vukotić založit první hudební školu v zemi, s čímž byl také spojen rozvoj První vojenské muziky. Do čela školy a zmodernizovaného orchestru se postavil Čech Antonín Šulc. Umělecký a kulturní vzestup Černé Hory a rozpad První vojenské muziky zapříčinily války mezi Černohorci a Osmany v letech 1876- 1878.
V roce 1896 byla společně s další hudební školou založena Druhá černohorská vojenská muzika pod taktovkou dalšího Čecha Františka Filipa Vimera, jenž hrál později klíčovou roli v rozvoji černohorské hudby a kultury. Díky němu byli do Druhé vojenské muziky pozváni umělci z Itálie a Království českého a kapela tak získala status symfonického orchestru.
Na začátku 20. století poslal král Nikola I. nejtalentovanější a nejmladší členy studovat na umělecká lycea a školy v Praze, což se pro orchestr (který utrpěl odchodem nejstarší generace značné ztráty) ukázalo jako velice pozitivní.
Po ztrátě černohorské nezávislosti v roce 1918 v zemi žádný orchestr či jiná umělecká instituce neexistovala, až po 2. světové válce byla založena Černohorská královská filharmonie, jenž sídlila v Titogradu a patřila černohorským televizím a rádiům. V té se postupně vystřídali čtyři dirigenti: Jovan Miloševič, Cvjetko Ivanović, Alexandr Vujić a Radovan Papović. Orchestr zanikl v roce 2005.
Po vyhlášení nezávislé Černohorské republiky v roce 2006 se začalo uvažovat o založení nových hudebních a jiných uměleckých institucí. Vzniklo tak Hudební centrum Černé Hory (Muzički centar Crne Gore - MCCG), nejvýznamnější zařízení pro rozvoj hudby v zemi, v jehož rámci byla v září 2006 založena Černohorská filharmonie. Své vystupování zahájila představením černohorské národní opery Balkánská cařice.

## Dirigenti
Po vzniku instituce MCCG se jejím uměleckým ředitelem a zároveň šéfdirigentem a hlavním sbormistrem filharmonie stal Rus Alexej Valentinovič Šatskij, absolvent moskevské Státní konzervatoře Petra Iljiče Čajkovského. Jeho zástupkyní byla dirigentka Ada Ražnatović, která zastupuje místo hlavní sbormistryně v Národním divadle v Podgorice. V roce 2013 se stal šéfdirigentem a uměleckým ředitelem taktéž Rus Grigorij Krasko. Během letní sezóny 2011 ve filharmonii jako dirigent účinkoval i americký hudební skladatel a pianista srbského původu Ivan Ilić, v roce 2010 to byl dirigent Radovan Papović, černohorsko-italský dirigent Đuliano Bertoco, chorvatský dirigent Miroslav Homen a v roce 2009 byl hostem aljašský dirigent Randall Craig Freischer.

## Koncertní činnost
Černohorská filharmonie sídlí v hlavním městě Podgorice v budově MCCG. Její součástí je i slavná, akusticky vynikající Velká koncertní síň, kde probíhají všechny koncerty orchestru. Plánuje se také stavba druhého sálu.
Filharmonie dále spolupracuje také s úspěšným Podgorickým smíšeným pěveckým sborem Juventus, nejoblíbenějším vystoupením těchto dvou hudebních těles jsou každoroční Vánoční koncerty, které začínají vždy rozsvědcováním velkého vánočního stromu na náměstí Republiky v Podgorice a končí velkolepým koncertem v chrámu Vzkříšení Ježíše Krista.
První zahraniční turné Černohorské filharmonie proběhlo na podzim roku 2008 v Itálii a bylo velice úspěšné. Od té doby podnikl orchestr koncerty také v Sarajevu, Berlíně, Moskvě, Aténách a také několik představení v Srbsku a Polsku.
Černohorská filharmonie se pravidelně účastní Mezinárodního hudebního festivalu A Tempo a spolupracuje s mnoha černohorskými a zahraničními umělci - např. se srbsko-americkým dirigentem Ivanem Ilićem, sólisty Goranem Krivokapićem, Grigorijem Kraskem, Vladimirem Ovčinikovem, černohorským houslovým virtuózem Mihailem Počekinem, klavíristou Lovrem Pogorelićem, trumpetistou Tiborem Kerkerešem, albánskou pianistkou Rudinou Ciko, francouzskou pianistkou Marilin Frascone, ruským pianistou Lukasem Geniusem, švýcarsko-albánskou jazzovou zpěvačkou Elinou Duni, či velmi úspěšným mladým asijským violistou Danem Ju, slovinským klarinetistou Darkem Brlekem, českým hráčem na lesní roh Jiřím Kaminskim; dále pak s černohorskou operní pěvkyní - sopranistkou Bijanou Kovać, francouzským tenorem Michelem Sénéchalem a dalšími.

## Nahrávací činnost
I přes své krátké působení nahrála Černohorská filharmonie několik úspěšných CD, většina nahrávek probíhá ve Velké koncertní síni, některé pak v hlavním sále Národního divadla.
Nejúspěšnější nahraná CD
- Dionisio de Sarno San Giorgio: Balkánská cařice. Opera (podle dramatu Nikoly I.), Národní divadlo Podgorica 2007, dir. Alexej Šatskij
- Jovo Ivanišević: Hymny. Cyklus hymnických skladeb, Velká koncertní síň Podgorica 2007, dir. Alexej Šatskij
- Špiro Ognjenović: Crna Gora. Opereta, Velká koncertní síň Podgorica 2007, dir. Ada Ražnatović
- Gerónimo Giménez: Svatba Luise Alonsa. Zarzuela, Národní divadlo Podgorica 2008, dir. Alexej Šatskij.
- Anton Rubinstein: Démon. Opera (podle Lermontovovy poemy), Velká koncertní síň Podgorica 2008, dir. Alexej Šatskij
- Igor Fjodorovič Stravinskij: Houslový koncert v D. Koncert, Velká koncertní síň Podgorica 2010, sólo Nazar Kozhukhar, dir. Alexej Šatskij
- Antonín Dvořák: Symfonie č. 9 "Z Nového světa". Symfonie, Velká koncertní síň Podgorica 2010, dir. Alexej Šatskij
- Antonín Dvořák: Rusalka - árie Měsíčku na nebi hlubokém. Opera, Velká koncertní síň Podgorica 2010, sólo Bijana Kovać, dir. Alexej Šatskij
- Ludwig van Beethoven: Symfonie č. 7. Symfonie, Velká koncertní síň Podgorica 2010, dir. Alexej Šatskij
- Jean Sibelius: Finlandia. Symfonická báseň, Velká koncertní síň Podgorica 2011, dir. Alexej Šatskij
- Claude Debussy: Preludium k Faunovu odpoledni. Symfonická báseň, Velká koncertní síň Podgorica 2012, dir. Kristjan Järvi
- Igor Fjodorovič Stravinskij: Pták Ohnivák. Hudba k baletu, Velká koncertní síň Podgorica 2012, dir. Alexej Šatskij
- Wolfgang Amadeus Mozart: Klavírní koncert č. 26 "Korunovační". Koncert, Národní divadlo Podgorica 2012, sólo Marilin Frascone, dir. Walter Weller